# Тамагоякі
Тамагоякі, тамаго-які (яп. 卵焼き або 玉子焼き, «смажене яйце», також називається атсуякі-тамаго) — страва японської кухні, солодкий або пряний омлет. Готується тонкими шарами, які один за одним за допомогою паличок загортають у рулет. Як правило, його готують на прямокутній сковороді макіякінабе.

## Опис
Існує кілька варіантів тамагоякі залежно від інгредієнтів. Найчастіше яйця змішуються з цукром, соєвим соусом. У деяких рецептах може включатися саке, мірін, у варіанті під назвою дасімакі-тамаго до яєць додають бульйон дасі. Є варіант, в якому з суміші яєць, саке, пюре з креветок, тертого гірського ямсу готують подобу пирога.
Тамагоякі подається по всьому світу в складі нігірі, а також суші-ролів. В Японії його їдять як самостійну страву на сніданок, включають у бенто і використовують для готування інших страв. Під час вечері з суші або сашимі тамагоякі зазвичай їдять під кінець, по суті, на десерт.
В Японії є схожі страви, що відрізняються від тамагоякі способом приготування, такі як усуякі-тамаго (тонкіше тамагоякі), кінсі-тамаго (у вигляді тонких ниток) і ірі-тамаго (як яєчня).

## Історія
Тамагоякі у своєму нинішньому вигляді з'явився в японській кухні порівняно нещодавно, в кінці другої половини XIX століття. В Японії яйця практично не вживали аж до періоду Едо (1603—1868), а в кулінарних книгах рецепти з яєць почали з'являтися тільки в середині-кінці XVIII століття, і в них не було рецепта тамагоякі, оскільки мірін і цукор, необхідні, щоб страва залишалася м'якою і ніжною і не перетворювалася в «гуму», були доступні тільки для заможних японців. Навіть коли на початку XX століття цукор став набагато дешевшим, яйця залишалися дорогим продуктом аж до 1950-х років, і тільки після цього часу тамагоякі став стандартним елементом бенто.
У 1960-х роках існувала приказка: «Тайхо, кедзін і тамагоякі — три найулюбленіші речі у японських дітей». Тайхо — найбільший борець сумо, Кедзін — популярна японська бейсбольна команда.

## Галерея

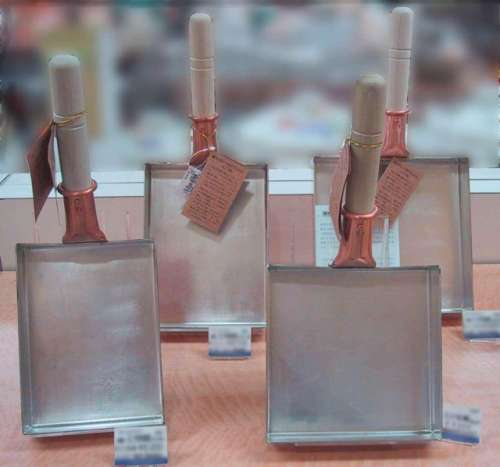
Прямокутна сковорода макіякінабе
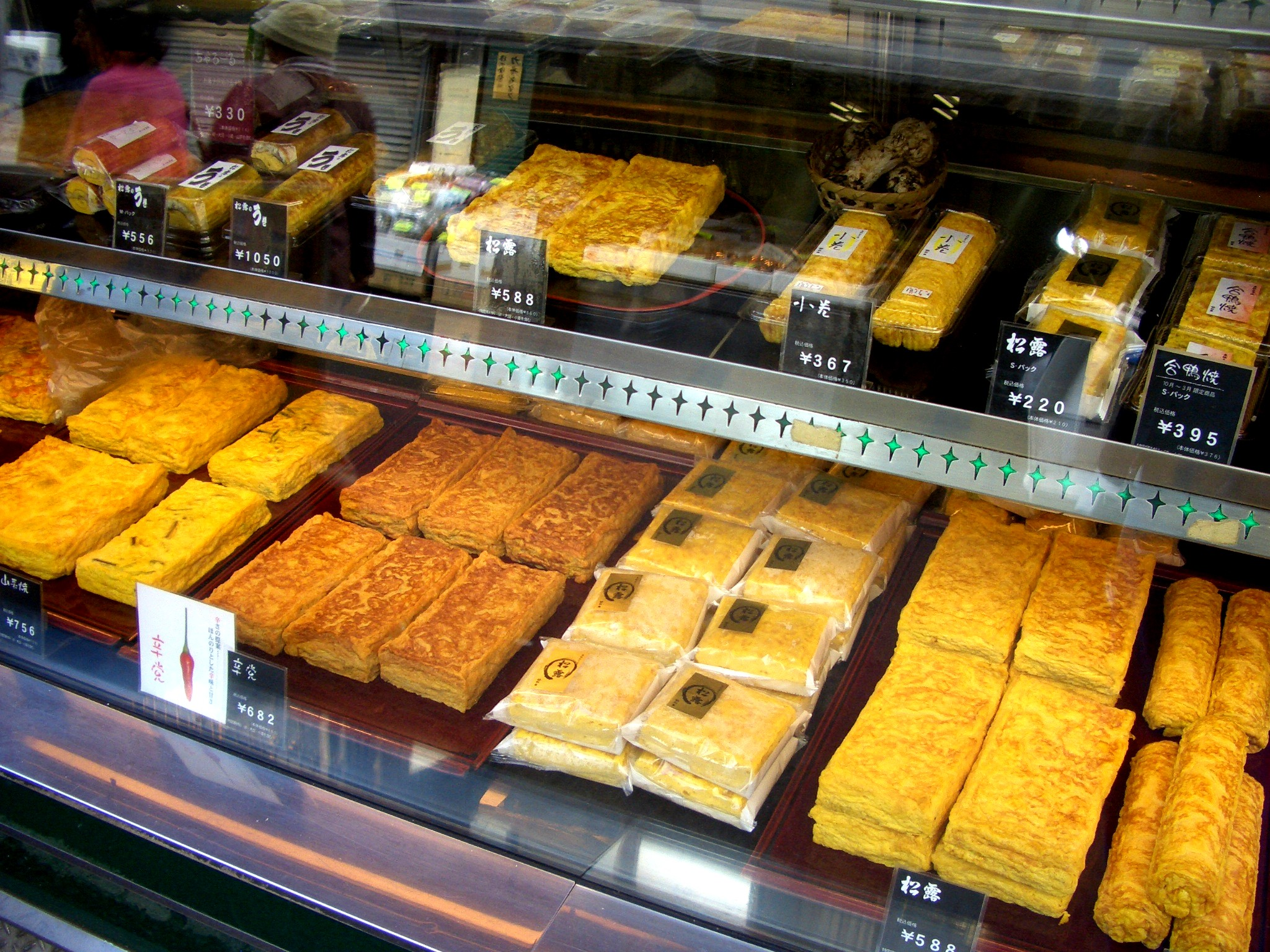
Готовий тамагоякі у продажу
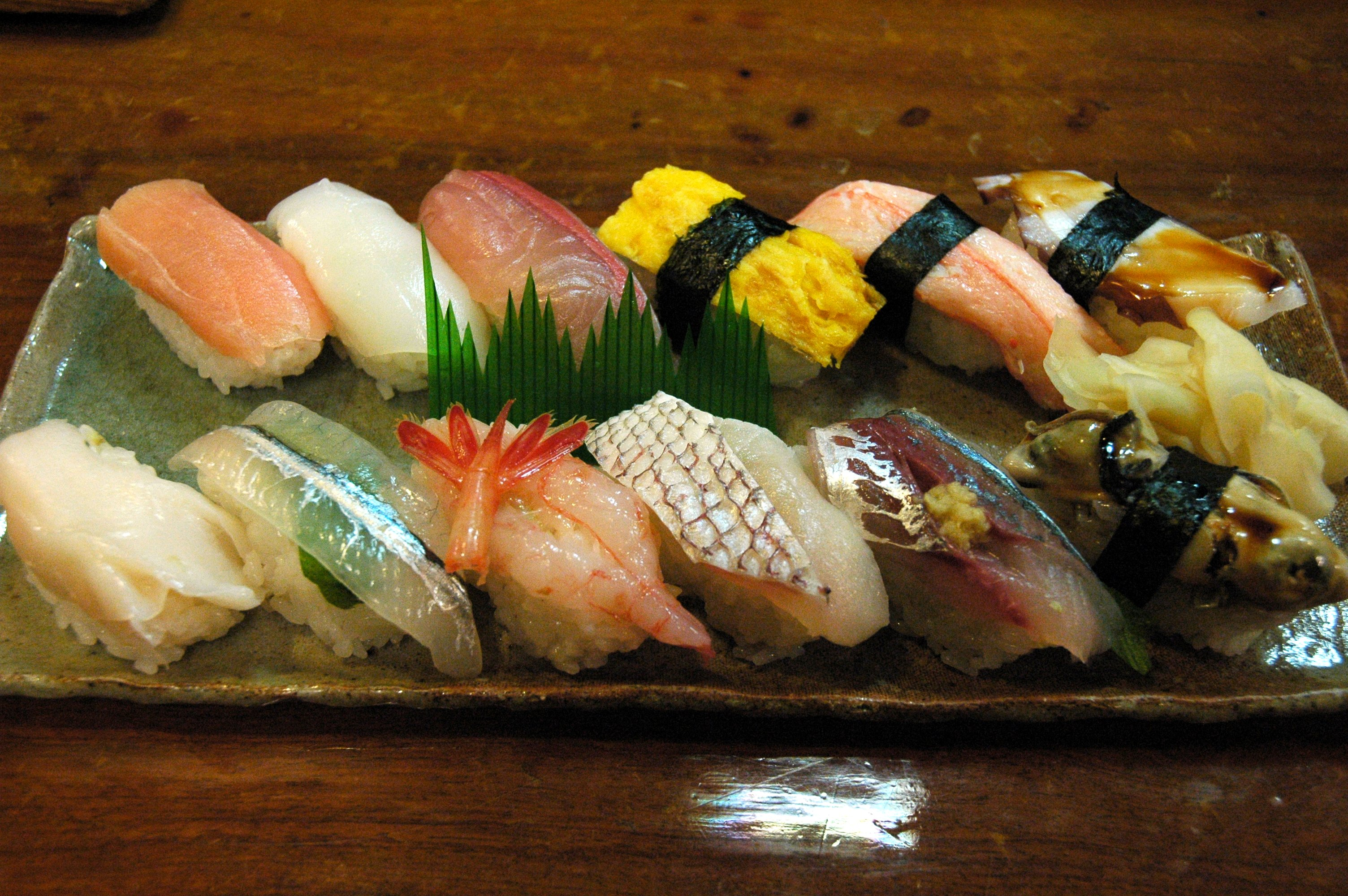
Тамагоякі в складі суші
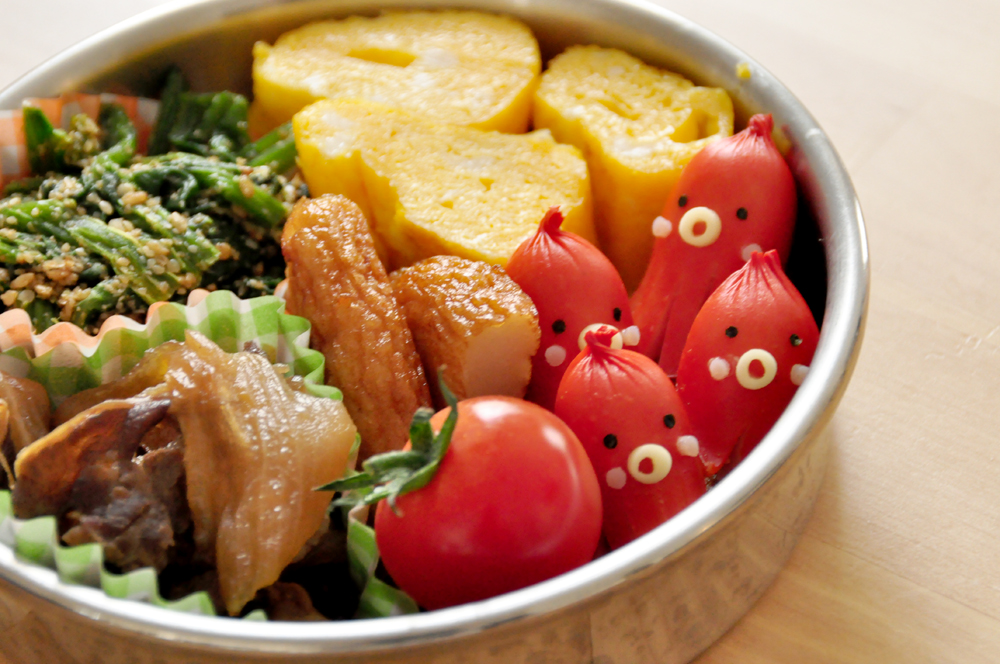
Бенто з тамагоякі